# Гравітаційна каналізація

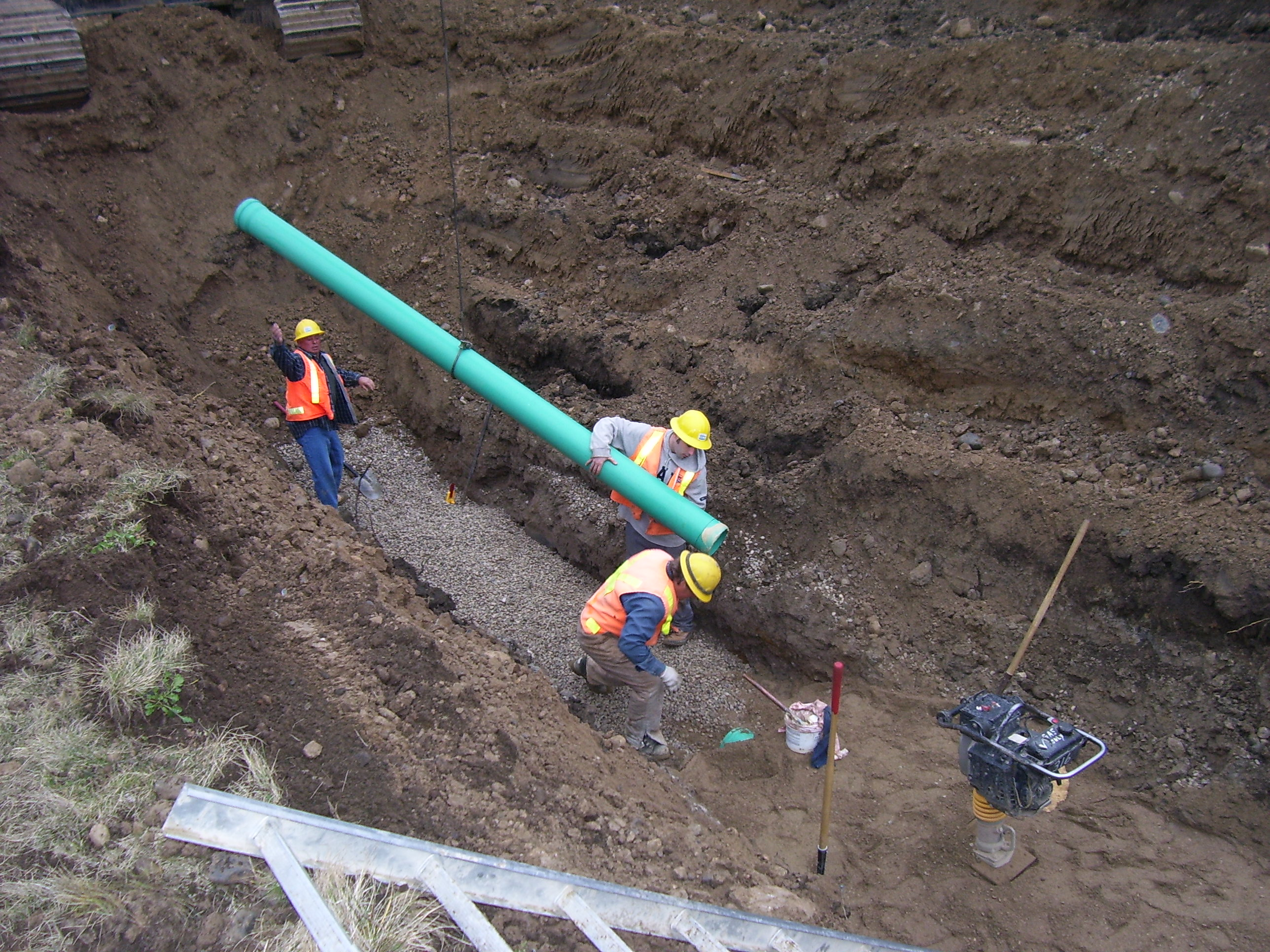
Гравітаційна каналізаційна установка, що демонструє значну глибину котловану, яка часто потрібна для підтримки сприятливого похилу.

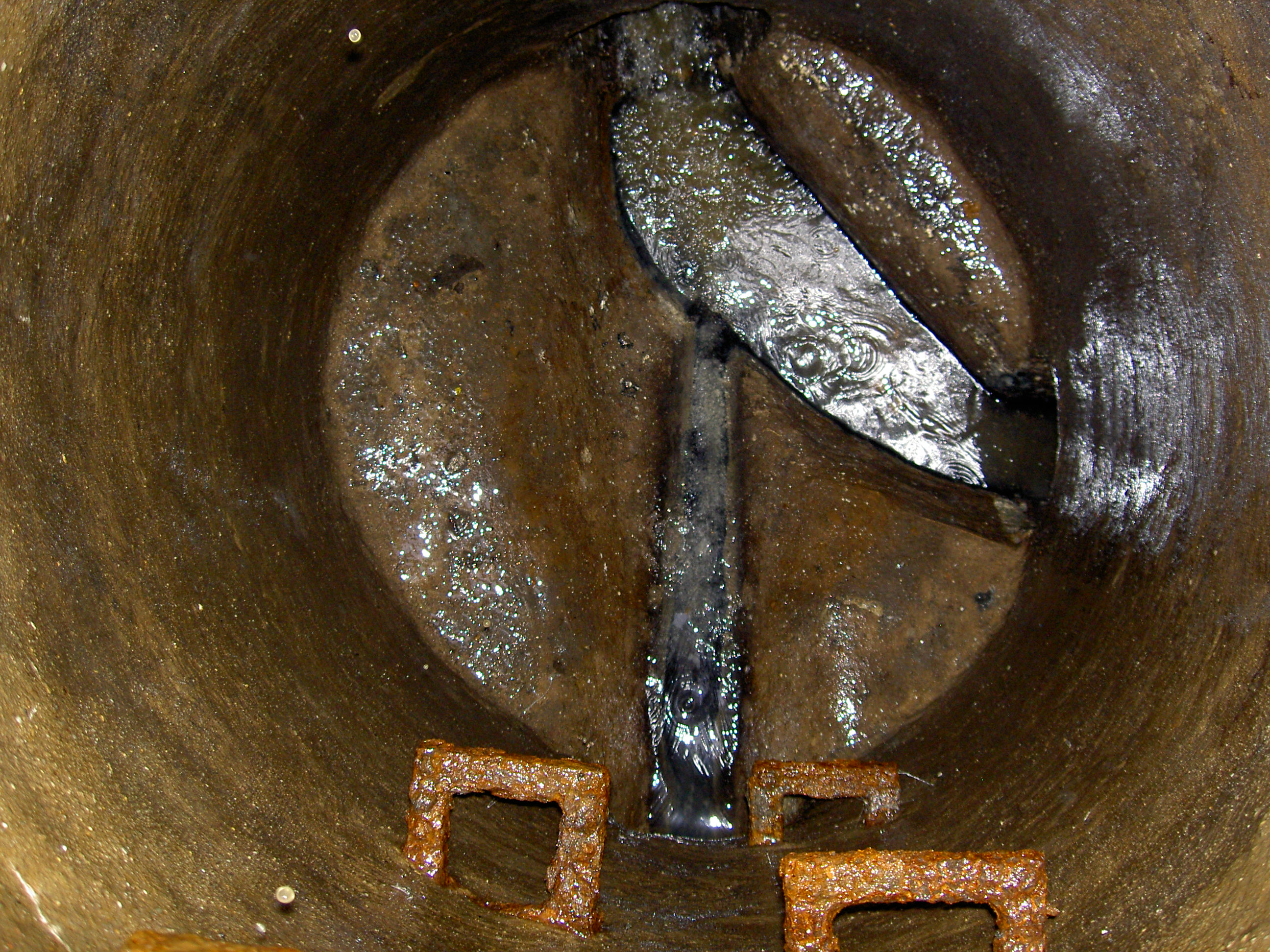
Гравітаційний каналізаційний потік у відкритий санітарний люк.

Гравітаційна каналізація — це трубопровід, який використовує енергію, отриману від різниці у висоті, для видалення непотрібної води. Термін «каналізація» означає видалення стічних вод або поверхневого стоку, а не воду, призначену для використання, а термін «гравітація» виключає рух води, викликаний силовими магістралями або вакуумними колекторами. Більшість каналізаційних колекторів є гравітаційними, тому що гравітація забезпечує надійний рух води без витрат на енергію, якщо рівень є сприятливим. Гравітаційні каналізаційні колектори можуть дренажувати до відстійників, де відкачування потрібне або для перекачування стічних вод у віддалене місце, або для підйому стічних вод на більшу висоту для надходження в іншу гравітаційну каналізаційну трубу, а насосні станції часто потрібні для підйому стічних вод до очисних споруд. Гравітаційна каналізація може бути каналізаційною, комбінованою, зливовою або стічною каналізацією.